# Буцубуцугава
Буцубуцугава (яп. ぶつぶつ川) — река в Японии, самая короткая из официально признанных рек страны, протекает по землям префектуры Вакаяма. Длина реки составляет 13,5 м, ширина — до 1 м. Глубина от 20 до 30 см.
Начинается в посёлке Натикацуура, течёт по его территории. Впадает в более крупную реку Коносиро (Коносирогава), впадающую в море на пляже Таманоура.
Название реки происходит от звука пузырящейся воды.
Среднегодовая температура воды — около 16 градусов.
В 2008 году признана рекой второго класса. Официально является самой короткой рекой в Японии. Также служит источником бытового водоснабжения. Недалеко от реки есть жилые дома. Примерно в 20 минутах ходьбы расположена железнодорожная станция Симосато.
В реке и на её берегах произрастают в общей сложности 256 видов растений. Водятся аю и угри (унаги).